# 趙曾向
趙曾向（1821年—1882年），字朗甫，一字心日，号嗇庵,行四，江蘇省陽湖縣人，清朝政治人物。

## 生平
咸豐二年壬子恩科進士，歷官侍講銜翰林院編修，國史館總纂，本衙門撰文。太平天国起义时，赵曾向正因病回常州，当时两江总督何桂清驻常州，赵曾向为何桂清的门生，何向赵“时时咨询”，后来赵曾向助何桂清在常州办团练以对抗太平军，攻下镇江有功，后赏加盐运使衔，于常州被太平军攻占后，举家迁出郊外。同治十三年（1874）任金华府知府，黄济川曾在其幕府任事。

## 家族
曾祖父赵翼。曾孙赵元任，语言学家。